# Szarapuli járás
A Szarapuli járás (oroszul Сарапульский район [Szarapulszkij rajon], udmurtul Сарапул ёрос [Szarapul jorosz]) Oroszország egyik járása Udmurtföldön. Székhelye Szigajevo.

## Népesség
- 2002-ben 24 215 lakosa volt, melynek 79,4%-a orosz, 10%-a udmurt, 6,3%-a tatár.
- 2010-ben 24 625 lakosa volt, melyből 20 127 fő orosz, 2 220 udmurt, 1 285 tatár, 347 mari, 141 baskír stb.